# Płatki owsiane

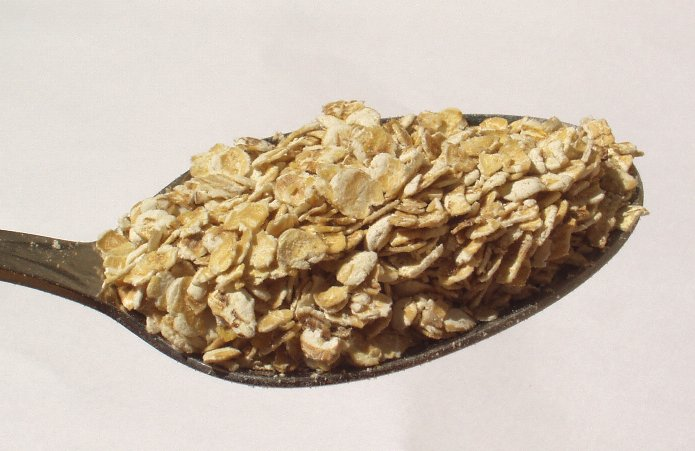
Łyżka płatków owsianych

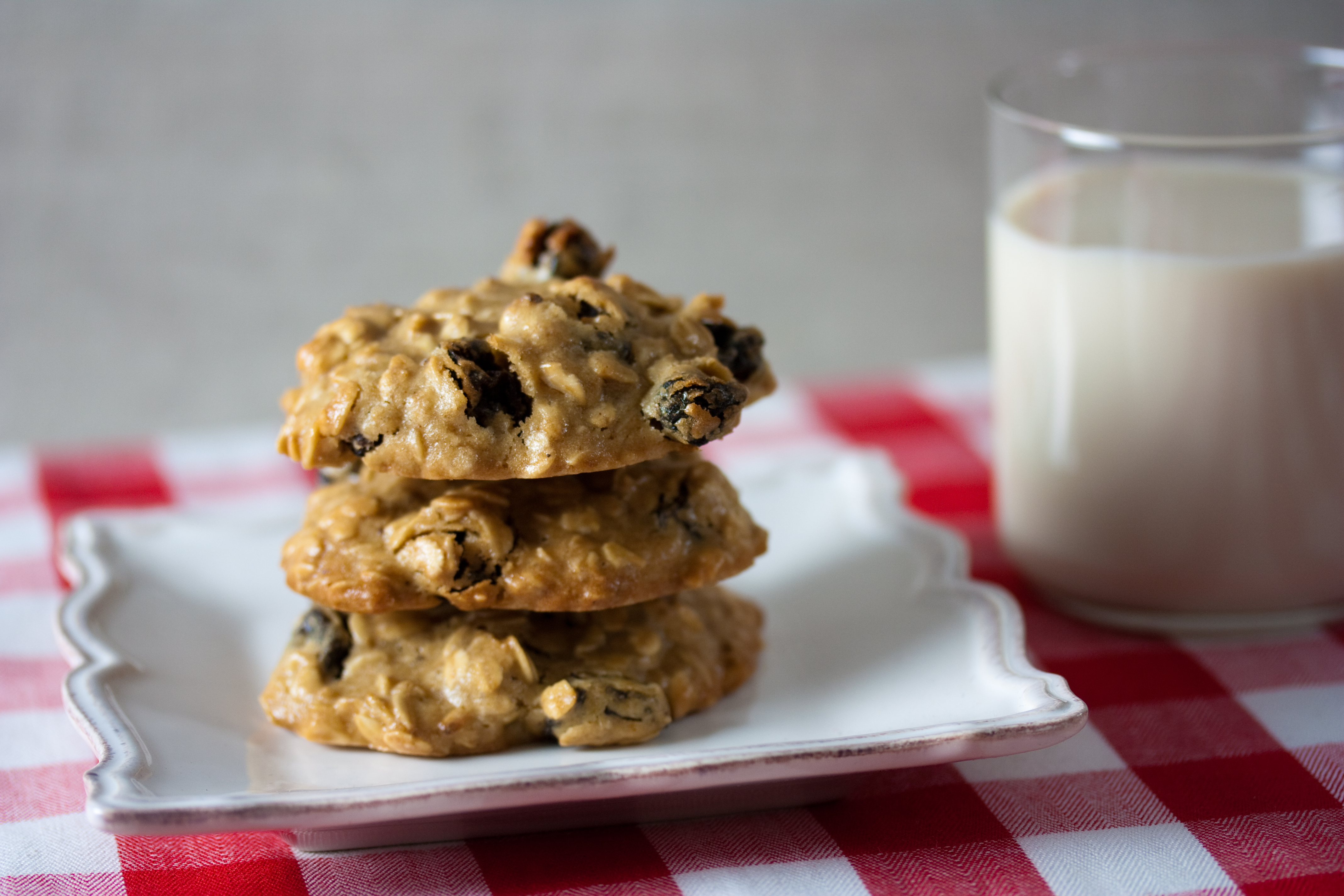
Ciastka owsiane „makaroniki”

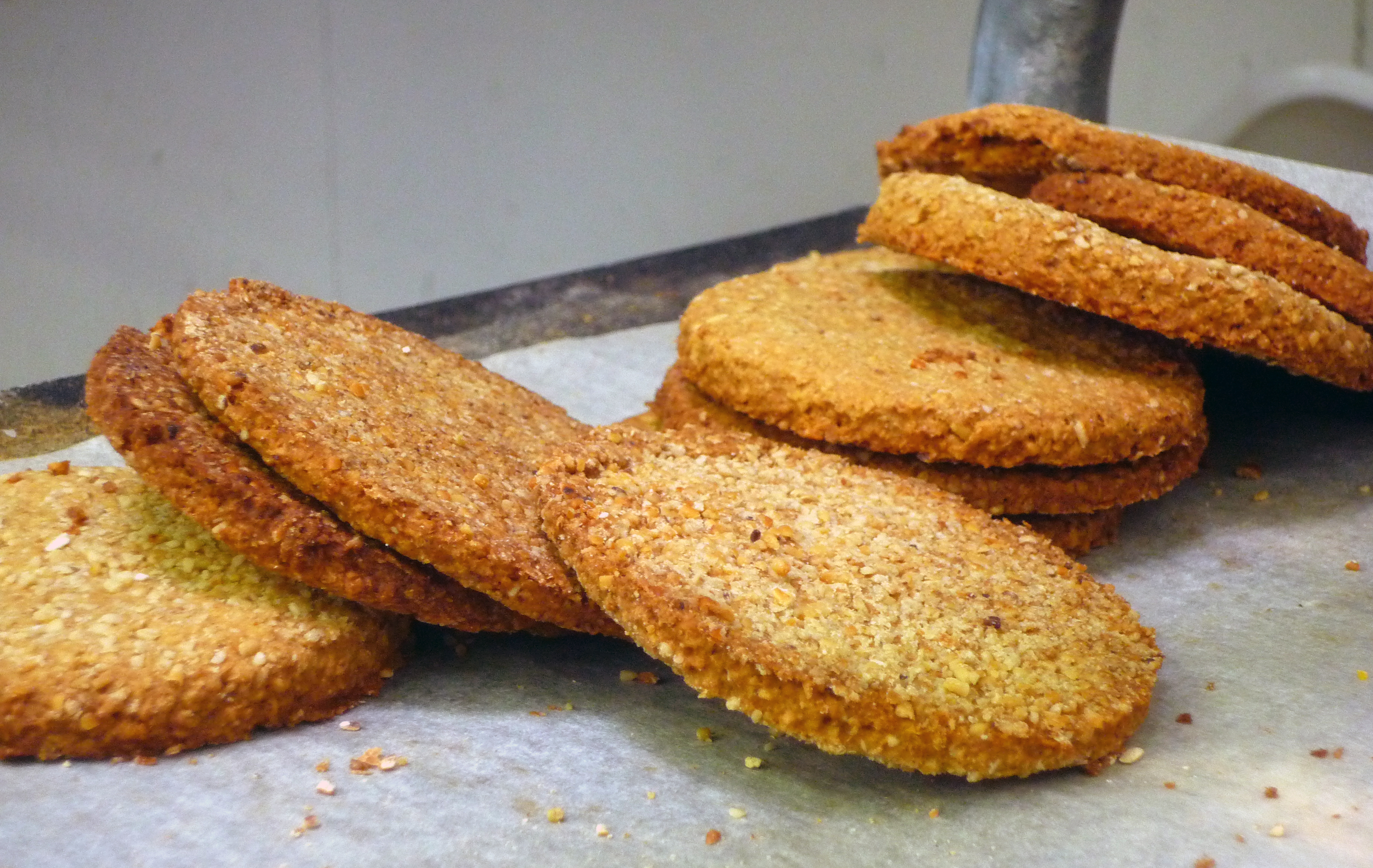
Ciastka owsiane

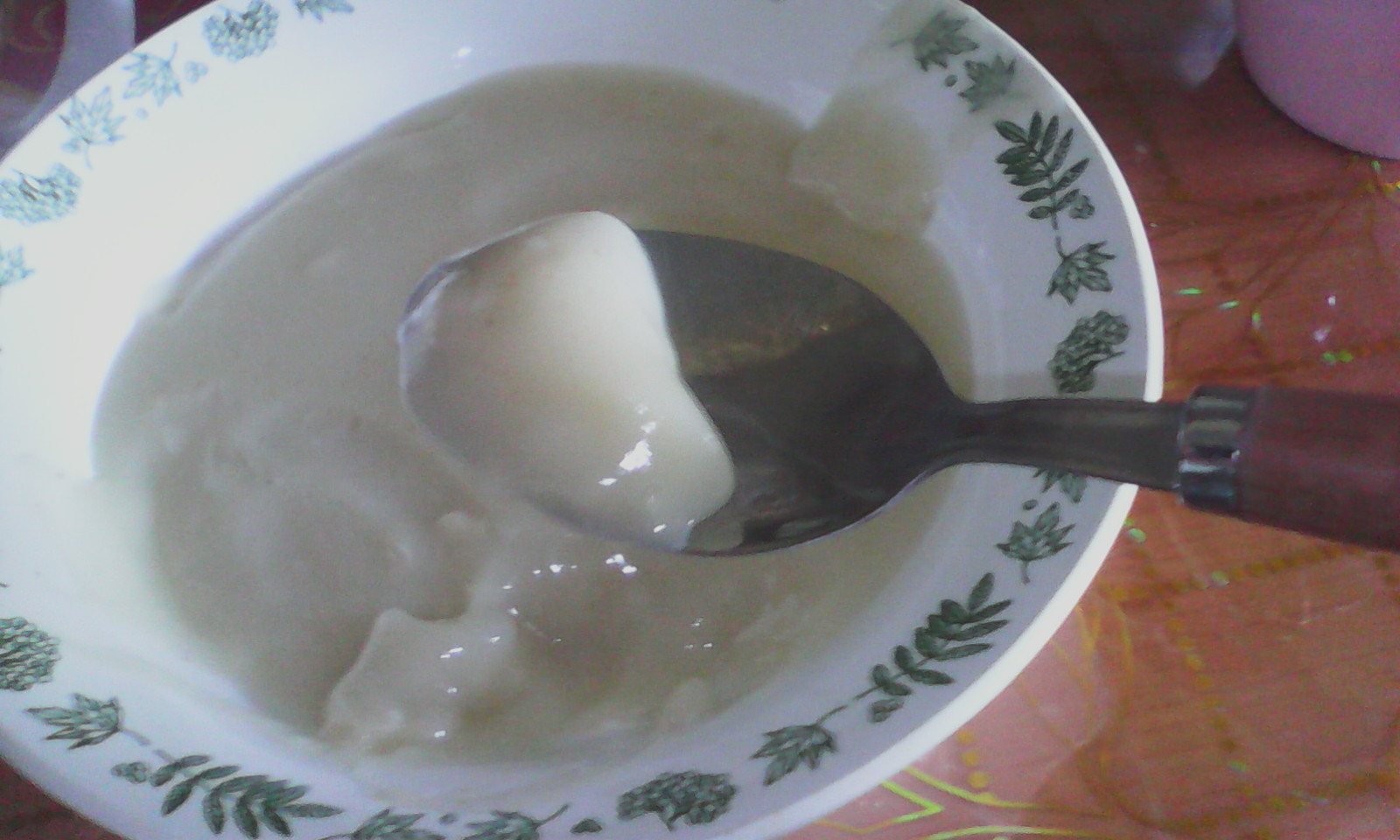
Kisiel na zakwasie z płatków owsianych i chleba żytniego

Płatki owsiane – płatki produkowane z owsa zwyczajnego.
Zawierają ok. 68% węglowodanów, 13% białka, 7% tłuszczów (w tym nienasyconych kwasów tłuszczowych), 10% błonnika. Nie nadają się do zbyt długiego przechowywania – ze względu na wysoką zawartość tłuszczów, które łatwo jełczeją, nadając gorzki smak. Czas przechowywania płatków owsianych od chwili wyprodukowania wynosi od czterech do sześciu miesięcy.

## Rodzaje płatków
Obecnie produkowane są trzy klasy płatków:
- płatki zwykłe – poddane najmniejszej obróbce cieplnej, do przygotowania posiłku konieczne jest ich gotowanie;
- płatki owsiane górskie[4] – o większym stopniu przetworzenia, w celu przygotowania do spożycia wystarczy je zagotować;
- płatki owsiane błyskawiczne – gotowe do spożycia na zimno, odznaczają się niższą wilgotnością (poniżej 10%).

Wyróżnia się także płatki owsiane witaminizowane. Są one produkowane ze słodowanego ziarna owsa. W wyniku tego zabiegu wytwarza się nawet do 40 mg witaminy C na 100 g płatków. Jednak ich produkcja jest niewielka ze względu na możliwość rozwoju pleśni w czasie słodowania, a co za tym idzie konieczność zachowania bardzo dużej czystości linii technologicznej.

## Sztuka kulinarna
Płatki owsiane wykorzystuje się do sporządzania owsianek, kisielu owsianego, jako składnik muesli, granoli i rozmaitych batoników. Wypieka się z nich ciasta (np. parkin), ciasteczka (np. anzac biscuits, różne makaroniki), spody do mazurków i kruszonki. Dodaje się je do wypiekanego pieczywa. Wykorzystywane są jako składnik kotletów wegetariańskich i panierek. Rzadziej przyrządza się z nich placki typu pancakes oraz racuchy. Regionalnie wytwarza się z nich zakwas na żur.
Płatki owsiane po ugotowaniu zwiększają swoją masę i objętość w następujący sposób:
- uzyskana konsystencja gęsta rozklejona: przyrost 220% objętości i 200% masy – gdy 1 kg płatków i 30 g soli wchłonie 2,0 kg wody;
- uzyskana konsystencja półgęsta: przyrost 320% objętości i 300% masy – gdy 1 kg płatków i 40 g soli wchłonie 3,0 kg wody.